# Horti Sándor
Horti Sándor, 1902-ig Weiss (Nagyvárad, 1881. június 13. – Budapest, Terézváros, 1942. november 26.) színész.

## Élete
Weiss Károly szabómester és Just Regina fia. Középiskolai tanulmányait szülővárosában, a premontrei főgimnáziumban végezte. Két évet külföldön töltött és elsajátította a német, francia és angol nyelvet. Első alkalommal 1900-ban lépett színpadra Kövessy Albertnél Óbudán, majd ezt követően 1901–02-ban és 1904–05-ben Kecskeméten, 1906–07-ben és 1908–11-ben Kolozsvárott, 1907–08-ban Aradon, 1909–10-ben Nagyváradon játszott. 1911-ben került a magyar fővárosba, a budapesti Royal Orfeumhoz, egy évvel később a Népopera hívta meg. 1914–1916 között Sebestyén Géza társulatával szerepelt. 1917-ben ismét a Népoperához került. Az első világháború után 1918-ban a Városi Színház, majd 1918–19-ben a Margitszigeti Színkör, 1919–1921 között a Revü Színház tagja volt. 1921–22-ben a Városi Színházban, majd az Unio Rt. Színházaiban szerepelt. Nyaranta gyakran fellépett a Budai Színkörben. 1931–32-ben a Fővárosi Művész, 1933–34-ben a Király Színházhoz szerződött. 1934-ben ismét a Városi Színházban játszott és ebben az évben ünnepelte harmincöt éves színészi jubileumát. 1938-ban a Royal Színházhoz, majd újra a Városi Színházhoz szerződött egy évre. Az 1940-es évek elején visszavonult a szerepléstől.

## Főbb szerepei
- Ascher: A kotnyeles nagysága – Barlotti
- Ascher: Hejehuja báró – Tóni
- Stojanovits P.: A reichstadti herceg – Vogelweisser